# Rauno Nieminen
Rauno Esa Nieminen, född 6 juni 1955, är en finländsk musiker och musikinstrumentmakare.
Han disputerade för Doctor of Music vid Sibelius-Akademi 2008 med avhandlingen Nieminen, Rauno (2008). Soitinten tutkiminen rakentamalla – Esimerkkinä jouhikko (Studera musikinstrument genom att bygga dem – Jouhikko som ett exempel). Sibelius-Akatemian kansanmusiikinosaston julkaisuja 12 (Publikationer av Sibelius Akademins folkmusikavdelning 12), 209 sidor. ISBN 978-952-5531-48-0 (PhD Thesis).
Han undervisade gitarrbyggnad vid Ikaalisten Käsi- ja taideteollisuus oppilaitos (IKATA) under 1984–2018 . Han är fortfarande 2019 anställd lärare vid Sibelius-Akademi och Teaterhögskola.
Han spelar kantele, jouhikantele, blåsinstruments, slaginstruments, gitarrer, mandoliner och jouhikko. Han har uppträtt i mer än 20 länder, inklusive Europa, Amerika, Asien och Afrika. Ring t.ex. i följande orkestrar: Ontrei, Ural Pop, Verde, Jouhiorkesteri, Teppanan Veljet, Stroka & Nieminen, Primo, Pohjola-trio, World Mänkeri Orchestra.
Han har varit en heltidstillverkare av musikinstrument sedan 1979 på Jyrki Pölkki Musical Workshop 1979–1980, Kaustinen Musical Workshop 1981–1983, Landola Guitars 1992–1999 and handelsnamn Rauno Nieminen 1980.  Han bygger gitarrer, mandoliner, basgitarrer, kanteles, mässingsinstruments och jouhikanteles. Han är hedersmedlem i European Guitar Builders 2016  och hedersordförande för Finska Guitar Builders Guild 2015 .
Han har skrivit många böcker, ljudinspelningar och tidningsartiklar.